# Alain Onkelinx
Pour les articles homonymes, voir Onkelinx.
 (octobre 2015).
Si vous disposez d'ouvrages ou d'articles de référence ou si vous connaissez des sites web de qualité traitant du thème abordé ici, merci de compléter l'article en donnant les références utiles à sa vérifiabilité et en les liant à la section « Notes et références ».
Alain Onkelinx, né le 20 décembre 1956 à Ougrée est un homme politique belge francophone, membre du Parti socialiste (PS). Député régional entre 2005 et 2018, il est depuis décembre 2018 échevin du logement, de la prévention et du tourisme de la Ville de Seraing.

## Biographie
Alain Onkelinx est le fils de Gaston Onkelinx et de Germaine Ali Bakir, et le frère de Laurette Onkelinx, également active en politique. 
Après des humanités à vocation sociale, il commence sa carrière à l'Association liégeoise d'électricité en 1977, où il occupe plus tard le poste de chef de la section des relations sociales. Il a également été délégué syndical pendant quinze ans.
Il commence son action politique en 2000, année où il est élu conseiller provincial de Liège et intègre les commissions « culture/sport et finances ». Il y siège jusqu'en juin 2005.
De juillet 2005 à novembre 2018, Alain Onkelinx est député de Wallonie et de la Fédération Wallonie-Bruxelles. Ses thématiques politiques de prédilection sont le logement, l'action sociale et l'emploi. Au niveau communautaire, il est fort impliqué dans les problématiques liées aux médias, et en particulier à la RTBF.
Au sein du Parlement de Wallonie, il a fait partie du Comité « Mémoire et Démocratie » entre 2009 et 2018. Sous sa première présidence (octobre 2011-février 2013), le Parlement accède au titre de « Territoire de mémoire ». Entre novembre 2014 et septembre 2017, il a également été vice-président de ce Parlement.
De janvier 2015 à décembre 2018, Alain Onkelinx est rapporteur de l'Assemblée parlementaire de la francophonie au sein du Parlement de la Fédération Wallonie-Bruxelles. Cette assemblée travaille au rayonnement de la langue française et des cultures d'expression française, mais également à la promotion de la démocratie et des droits de la personne.
Au niveau local, après avoir été conseiller communal de la Ville de Seraing depuis 2006, Alain Onkelinx devient Échevin du logement, de la prévention et du tourisme en décembre 2018. Depuis 2002, il est également président de la société d'habitations sociales, le Home Ougréen et de l'agence locale pour l'emploi APIDES depuis 2013.
Concernant ses fonctions au sein du Parti socialiste, Alain Onkelinx est membre du comité exécutif de la section locale d'Ougrée. 

## Mandats politiques
- Échevin du logement, de la	prévention et du tourisme de la Ville de Seraing (depuis décembre 2018)
- Président de la Commission de	l'agriculture, du tourisme et du patrimoine du Parlement de Wallonie	(septembre 2017 – décembre 2018)
- Vice-président du Parlement de	Wallonie (novembre 2014 - septembre 2017)
- Rapporteur de l'Assemblée	parlementaire de la francophonie (juin 2014 – décembre 2018)
- Député de Wallonie (juin 2014	– décembre 2018 )
- Député de la Fédération	Wallonie-Bruxelles (juin 2014 – décembre 2018)
- Président du Comité "Mémoire	et Démocratie" (novembre 2014 - septembre 2015)
- Président de la Commission de	la santé, de l'action sociale et de l'égalité des chances	(juillet 2010 - mai 2014)
- Député wallon (2009-2014)
- Député de la Communauté	française (2009-2014)
- Conseiller communal de la ville	de Seraing (2006 – décembre 2018)
- Député wallon (2005-2009)
- Député de la Communauté	française (2005-2009)
- Conseiller provincial (2000-2005)